# يان بالمر (لاعب غولف)
يان بالمر (بالإنجليزية: Ian Palmer)‏ هو لاعب غولف جنوب أفريقي، ولد في 13 يوليو 1957 في يوتينهاغ في جنوب أفريقيا.

## وصلات خارجية
- يان بالمر على موقع رابطة أوروبا للاعبي الغولف المحترفين (الإنجليزية)
- يان بالمر على موقع التصنيف العالمي الرسمي للغولف (الإنجليزية)